# Целибат
Целибат (од лат. caelibatus — „сам”, „неожењен”) означава стање неженства, поглавито у религијском смислу говорећи. У ужем смислу реч „целибат” се користи да би означила безбрачно стање католичког свештенства.
Као појава се целибат, тј. неженство појављује у различитим религијама света, како монотеистичким, тако и политеистичким. У већини тих религија неженство се високо цени као духовно постигнуће које је у некима од тих религија чак и неопходно за спровођење религијских обреда (као у неким врстама шаманизма, рецимо).

## Хришћанство
Као што је већ речено, сама реч „целибат” се у ужем смислу користи за означавање неженства католичког свештенства. Сви католички свештеници су ауторитетом канонског закона Римокатоличке цркве (види: Codex Iuris Canonici) приморани да прихвате неженство као свој облик живота. За то, према католичкој теологији, постоје три основна разлога:
а) Христолошки разлог — Сам Исус Христос је био нежења и тиме је својим следбеницима оставио пример да ходе његовим трагом. Будући да је по католичкој теологији сваки свештеник alter Christus (други Христос), сваки од њих је обавезан да остане у целибату, како би у потпуном смислу те речи својом личношћу представљао Исуса Христа на овој Земљи.
б) Еклезиолошки (црквени) разлог — Будући да је свештеник службеник Цркве, он је дужан да јој се посвети у најпотпунијем смислу те речи. Целибат представља практично олакшање свештенику у његовом пасторалном раду. Будући да сам нема породицу, његова породица су сви људи његове парохије.
в) Есхатолошки разлог — Будући да Црква проповеда будући свет и његово блаженство, сваки је свештеник позван да својим безбрачним животом покаже идеал небеског живота и невезаности за овоземаљско. Тиме он на практичан и снажан начин проповеда долазак новог света, када се нико неће женити нити удавати, по речима Исуса Христа из Матеја 22,30.
Нема сумње да су ово јако идеализовани разлози, који практично у животу не помажу много свештеницима који се суочавају са последицама усамљености. Стога се данас увелико расправља о сврсисходности једног таквог закона, који се сматра заостатком из средњовековних времена Цркве. Многи свештеници сматрају да овај закон треба укинути, јер он у данашње време више није релевантан.
Кратка историја целибата
Целибат у данашњем облику заиста и потиче из средњовековних времена. У време прве, тј. апостолске цркве, обавезан целибат је био непознат. Заиста, многи су се одлучивали на безбрачност, али су сви они ово стање изабрали сопственом вољом. Ни сам Исус Христос никога није терао на целибат, него је рекао да они који то могу прихватити, треба и да прихвате (Матеј 19,12).
Гледајући монахе који су од стране народа сматрани светима, постављено је питање не би ли тек свештеници морали да прихвате стање неженства. Осим тога, овом процесу су помогле и друге појаве у то време, као што је гностицизам. У времену Васељенских сабора, Црква је све више разговарала о обавези безбрачности за свештенике. Но, све до 11. века ова обавеза није прихватана као закон. Све до тог времена је било свештеника који су и даље живели са својим женама. Почевши од тог времена, залагањем папе Гргура VII, Црква је свим свештеницима наметнула држање целибата као обавезе. Свештеници који се нису желели одвојити од својих жена изгубили су своје положаје, као и бенефиције. Све од тог времена, тј. од времена велике шизме (1054. године), источна Црква је ишла другачијим путевима што се тиче целибата свештеника. Познато је да се у источној Цркви свештеници могу женити. Целибат је на Истоку обавеза једино за свештенство вишег реда.